# 闇魂獻祭
《闇魂獻祭》是索尼電腦娛樂日本工作室於2013年3月7日在PlayStation Vita發售的一款電子遊戲。作品概念是「真實的幻想」「犧牲與代價」「為了打倒巨大的魔物的自己與即使犧牲同伴也要戰鬪的動作遊戲」。宣传语为「超魔法動作戰鬪、誕生。」。玩家所持的魔法有使用限度，和其他玩家一起共鬪是本作的重点。最多支持4人連線遊玩（通过WiFi/3G网络进行网上连线或Ad Hoc連線）。
本作由原卡普空著名游戏制作人稻船敬二负责制作。
作为加强版的《闇魂獻祭 Delta》，在日本、台灣（中文版）、韓國（韓文版）於2014年3月6日發售，英文版則是在2014年5月16日發售。

## 登場人物
主人公
本作的主角。外觀、姓名、性別均不詳。
利布洛姆（リブロム）
声 - 白熊寛嗣
支持主角活下去的魔法書。
梅林
支配著這個世界的不老不死的強大魔法師。
妮穆艾（ニミュエ）
声 - 木下紗華
主角在成為魔法師之前所接受试炼的同伴。

### DELTA 新登場
紅兜帽(梅西)（レッドフード(メイジー)）
在『闇魂獻祭 DELTA 』登場的角色。身穿著鮮豔紅色服裝的女魔法師。擁有最強的幻覺魔法，即使是熟練的幻術魔法師也不能看穿她。她正是第三代的小紅帽、她的真名為「梅西」。
潘德拉岡（ペンドラゴン）
在『闇魂獻祭 DELTA 』登場的角色。「潘德拉岡」正是亞瓦隆的最高指導者的稱號，他是第13代的首領。
塔莉亞（ターリア）
在『闇魂獻祭 DELTA 』登場的角色。格林教團的教主。她的使命是傳達「格林的預言」的事物。
莫德雷德（モルドレッド）
在「背叛的殺手」編登場。
加拉哈德（ガラハッド）
在「在人與魔之間」編登場。
狄德蘭（ディンドラン）
在「持有污穢之血的女人」編登場。

### 同行者(夥伴)
包曼
声 - 斉藤次郎
在「惡德的魔法師」編登場。

### 大型更新
高加蘭（ガングラン）
在「呪咒的自我陶酔」編登場(2014年4月3日)。
倫佩爾（ルンペル）
在「失聲的歌手」編登場(2014年5月1日)。
死神(崔斯坦)（死神(トリスタン)）
在「死神的憂鬱」編登場(2014年6月5日)。

## 外部連結
- 《闇魂獻祭》官方網站 （页面存档备份，存于）
- 《闇魂獻祭 Delta》官方網站 （页面存档备份，存于）